# Xã Watts, Quận Perry, Pennsylvania
Xã Watts (tiếng Anh: Watts Township) là một xã thuộc quận Perry, tiểu bang Pennsylvania, Hoa Kỳ. Năm 2010, dân số của xã này là 1.265 người.